# Ray Aghayan
Gorgen Ray Aghayan (28 de julho de 1928 – 10 de outubro de 2011) foi um estilista e figurinista americano da indústria cinematográfica dos Estados Unidos. Ele ganhou um Emmy Award e foi indicado ao Oscar por seu figurino. Do início da década de 1960 até sua morte em 2011, o parceiro de Aghayan foi o estilista Bob Mackie.

## Juventude e educação
Aghayan nasceu em Teerã, no Irã, em uma rica família iraniano-armênia. A mãe de Aghayan, viúva quando ele era jovem, era costureira da família Pahlavi. Aos 13 anos, Aghayan ajudou no projeto da corte do Xá Mohammad Reza Pahlavi. Seu primeiro desenho de vestido foi para Fawzia Fuad do Egito, a primeira esposa do último Xá do Irã. Durante a década de 1940, Aghayan veio para a Califórnia ainda jovem.

## Biografia

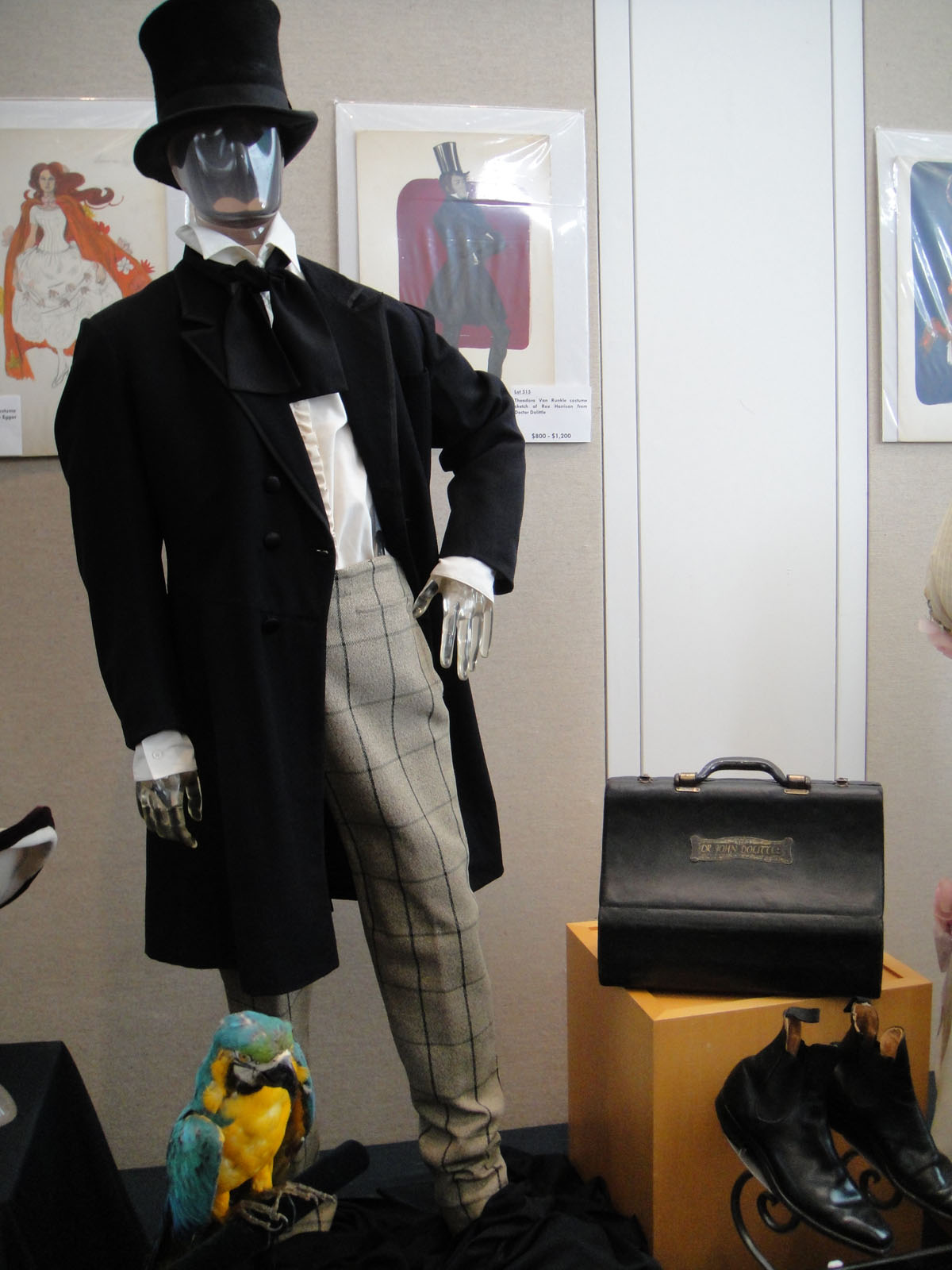
Figurino de Ray Aghayan para Rex Harrison em Doctor Dolittle (1967)

Na década de 1950, Aghayan começou a trabalhar com figurinos para televisão em Los Angeles. Em 1963-64, Aghayan desenhou vestidos e figurinos para Judy Garland para seu programa de variedades musicais na CBS. Ele ganhou um Emmy Award em 1967 com seu parceiro Bob Mackie por seu trabalho em Alice Through the Looking Glass (1966). Aghayan também foi indicado três vezes ao Oscar de Melhor Figurino por seu trabalho em Gaily, Gaily em 1970, Lady Sings the Blues em 1973 e Funny Lady em 1976. Ele também foi responsável por desenhar os figurinos para as cerimônias de abertura e encerramento dos Jogos Olímpicos de Verão de 1984, realizados em Los Angeles.
Aghayan morreu em 10 de outubro de 2011 aos 83 anos, em sua casa em Los Angeles, Califórnia, de infarto do miocárdio.

## Vida pessoal
Sua mãe juntou-se a Aghayan na Califórnia 30 anos após sua imigração, e pouco antes da Revolução Iraniana. Aghayan mais tarde se tornou parceiro de vida do figurinista Bob Mackie por quase 50 anos. No início da carreira de Bob Mackie, na década de 1960, ele foi assistente de Aghayan.